# Růžena Vacková-Vašátková
Růžena Vacková-Vašátková, v matrice Růžena Maria Zdenka (14. července 1874 Velké Meziříčí – Praha) byla moravská novinářka a publicistka.

## Životopis
Rodiče: Sigmund Vašátko advokát ve Velkém Meziříčí, Emilia Vašátková-Komárková. Bratr Wladimir Wašatko (3. 8. 1870). Manžel (svatba 1898) MUDr. Bohumil Vacek (1871–1965) ředitel Státního zdravotního ústavu. Děti: PhDr. Růžena Vacková (1901–1982), Jiřina Gjuričová-Vacková (7. 3. 1908) odborná učitelka, MUDr. Vladimír Vacek (1910–1944).
Kulturní a přednášková práce ve spolcích: Světla ve Velkém Meziříčí, Vlasta ve Vyškově, Vesna v Brně (starostka 1921–1928), Ženská národní rada (místopředsedkyně), Ženský klub český v Praze. Od počátku třicátých let se plně angažovala v ženském emancipačním hnutí. Přispívala do různých časopisů, byla autorkou četných brožur.

## Dílo

### Články
- Má žena právo, domáhati se stejného postavení s mužem?[4]
- K šedesátinám Marie Steyskalové[5]
- Jubileum vzácného člověka [František Mareš][6]
- Sursum corda![7]
- Eliška Kozlová[8]
- Jak jsem se stala feministkou[9]